# Campeonato Maranhense de Futebol de 2016 - Segunda Divisão
A Seletiva Maranhense de 2016 do Campeonato Maranhense de Futebol será a 16ª edição da categoria no estado do Maranhão, com a desistência dos clubes o campeonato passou a ser Seletiva.
O campeão do Seletiva Maranhense de 2016 terá vaga assegurada no Campeonato Maranhense de Futebol de 2017.

## Formato de disputa
O Campeonato Maranhense da Série B de 2016 será disputado por apenas 2 equipes em jogos de ida e volta. Serão elas : Americano Futebol Clube (Maranhão), e Pinheiro Atlético Clube
O vencedor entre os dois jogos estará no Campeonato Maranhense 2017.

### Fase Única
Ida
| Domingo, 16 de outubro | Americano                      | 4 – 1 | Pinheiro    | Estádio Castelão, São Luís |
| 16:00                  | Samuel 1T' 2T' · João Melo 2T' | [ 2 ] | Ribamar 2T' |                            |

| Americano | Pinheiro |

Volta
| Domingo, 23 de outubro | Pinheiro | 0 – 2 | Americano                        | Costa Rodrigues, Pinheiro |
| 16:00                  |          |       | João Melo 1T' · Samuel 90' (pen) |                           |

| Pinheiro | Americano |

## Artilharia
| Gols | Jogador   | Time      |
| ---- | --------- | --------- |
| 4    | Samuel    | Americano |
| 2    | João Melo | Americano |
| 1    | Ribamar   | Pinheiro  |

## Premiação
| Campeonato Maranhense - Seletiva de 2016 |
| Bacabal                                  |
| ---------------------------------------- |
| Americano (1° título)                    |